# Alencar (cratère)
Pour les articles homonymes, voir Alencar.
Alencar est le nom d'un cratère d'impact, d'un diamètre de 120 km, présent sur la surface de Mercure, à 63,5°N et 103,5°O. Le cratère fut nommé par l'Union astronomique internationale en hommage au romancier brésilien José de Alencar.

## Compléments